# Osman Duraliev
Osman Duraliev (Samuil, Bulgaria, 15 de enero de 1939-Estambul, Turquía, 25 de abril de 2011) fue un deportista búlgaro especialista en lucha libre olímpica donde llegó a ser subcampeón olímpico en México 1968 y Múnich 1972.

## Carrera deportiva
En los Juegos Olímpicos de 1968 celebrados en México ganó la medalla de plata en lucha libre olímpica estilo peso pesado, tras el luchador soviético Aleksandr Medved (oro) y por delante del alemán Wilfried Dietrich (bronce). Cuatro años después, en las Olimpiadas de Múnich 1972 volvió a ganar la medalla de plata en la modalidad de más de 100 kg.